# Katharina Lins
Katharina Lins, Ordensname Josefa Nikolina (* 7. November 1788 in Zams; † 4. August 1836 ebenda) war eine österreichische Ordensfrau, Gründerin des ersten Tiroler Mutterhauses der Gemeinschaft der Barmherzigen Schwestern des hl. Vinzenz von Paul in Zams und dessen erste Generaloberin.

## Leben
Katharina Lins wurde am 7. November 1788 als viertes von zwölf Kindern einer Bauernfamilie in Zams geboren. Ihr Onkel mütterlicherseits, Nikolaus Tolentin Schuler, war katholischer Pfarrer in dem Ort und hatte in eigener Initiative in den Jahren 1811 bis 1820 ein Armenkrankenhaus gegründet. Seine Nichte Katharina war eine der ersten Schwestern im „Haus am Stollangerle“ und war Vorsteherin der Schwesternschaft. 1822 ging Katharina Lins auf Wunsch ihres Onkels nach Straßburg, um dort sich dort auf ihre zukünftige Aufgabe als Oberin eines Ordens der Barmherzigen Schwestern ausbilden zu lassen. Am 26. Mai 1823 legte sie ihr Gelübde ab und erhielt den Ordensnamen Josefa Nikolina. Sie kehrte nach Zams zurück, übernahm die Leitung des dortigen Krankenhauses und gründete das Tiroler Mutterhaus der Barmherzigen Schwestern mit zwölf Nonnen. Der Orden selbst war bereits am 19. September 1821 von Kaiser Franz II. genehmigt worden. Katharina Lins legte somit einen weiteren Grundstein zur Errichtung des Krankenhauses St. Vinzenz Zams. 1830 und 1831 wurden Filialen des Ordens in Ried und Imst errichtet, 1832 schließlich auch in Wien.
Nach ihr sind die Katharina Lins Schulen in Zams benannt, die aus einer Praxishauptschule, einem Katholischen Oberstufenrealgymnasium, einer Bildungsanstalt für Kindergartenpädagogik und einer Gesundheits- und Krankenpflegeschule bestehen.